# 前田友理香
前田友理香（まえだ ゆりか、1984年4月7日 - ）は、日本のタレント。元お笑いタレント。お笑いトリオトリコロールの元メンバーである。旧芸名は十文字 ゆりか（じゅうもんじ ゆりか）、梨花（りか）。『梨花』は『トリコロール』での芸名で、『十文字ゆりか』はピン芸人時代及び、催眠術師としての芸名である。
埼玉県北本市出身。ホリプロコムに所属していた。

## 略歴
日出高等学校卒業、跡見学園女子短期大学 英文科卒業。
『ダウンタウンのごっつええ感じ』（フジテレビ）に出演してコントなどを演じていた篠原涼子、YOUに憧れていたことがあった。高校生時代にはルミネtheよしもとによく行くようになり、これらから後にお笑いを目指すきっかけともなる。
2008年3月31日までは、現在と同じくホリプロ所属だった早房結香とのお笑いコンビ「クルクルキューティクル」のメンバー（ボケ担当）であった。芸人になる前はおにぎりにぎり隊（2代目）のメンバーなど、アイドル的な活動もしていたことがあった。
芸能人女子フットサルチーム「XANADU loves NHC」に所属。2005-2006シーズンのスフィアリーグでのファイナルステージではゴレイロも務めた。2007年3月15日をもって一度退団したが、2008年8月の『冒険王リーグFINAL』から再びゴレイロとして復帰。一度目の退団前の背番号は「15」→「22」で、復帰後は「00」。
第58回NHK紅白歌合戦（2007年12月31日）では、ホリプロの先輩・和田アキ子のバックコーラスを務めていた。
2008年4月より催眠術師兼芸人として、ピン芸人に転向した。催眠術師『十文字幻斎』に弟子入りし『十文字ゆりか』と改名する。同年5月2日の「プライベート催眠術ナイト vol.2」（東京都新宿区・ネイキッドロフト）の進行役として、十文字ゆりかとして初めて公に姿を見せた他、同年6月1日の「ピンネタライブ」（東京都中野区・Studio twl）でソロでのお笑いライブデビューとなった。
レギュラーアシスタントを務めている『アッコにおまかせ!』では、以前は同じくレギュラーの中村真弓と一緒に前説を務めていた。2008年のキングオブコントでは、その中村とのコンビ『十文字ゆりかと中村さん』として出場した。
2008年10月12日からは、「トリコロール」のメンバーとして活動を開始。この日の『ホリプロお笑いライブNEXT』でピン芸人としては最後、同日（直後）の『ホリプロお笑いライブ』でトリコロールメンバーとして初出演となった。なお、他のメンバーが「風花」（ふうか）、「桜花」（おうか）という名前のため、これに合わせるように自身はトリコロールでは「梨花」（りか）という名前で、催眠術師とXANADU loves NHCではそのまま十文字ゆりかという名前でそれぞれ活動している。なお、トリコロールでのイメージカラーは、当初は■黄色、現在は□白。
トリコロール解散後は、芸名は本名の前田友理香に戻る。ピンで活動するしていた他、元・キャラメルクラッチのあだちあさみ、元・メロディーのメロディーきみえと『Single Size』と言うユニットを組み、コントライブ公演を行っていた（初回公演は2011年12月21日）。また、2012年4月からはあだちあさみと同じ『Single Size』のコンビ名で『ホリプロライブ（NEXT・NEO）』にも出演している。
2014年4月から放送作家に転向し、放送作家集団SAYO に所属。ホリプロコムは同年7月に所属を離れた。
2015年6月からパワーストーンのお店「nanana stone」を立ち上げる。
2019年から、「元お笑い芸人ライバー」として17 Liveを開始。
2025年4月26日に入籍したことをSNSにて発表。

## 人物
- 身長158cm、B78・W60・H84。
- 母親もかつて芸人をしており、芸人になったきっかけはこれを継ぐためもあったという[10]。
- タレントの桜井せなは高校時代の同級生であり、お笑いコンビ・マンゴスティンの元メンバーの山中美代子（現・三等分）と宮島里奈は高校の1年先輩だった[11]。また、タレントの福下恵美とは高校、短期大学とも同じで同級生であり、友人同士である[12]。
- 北野タレント名鑑（フジテレビ）に出演した時に、この番組の司会を務めていたフジテレビアナウンサーの戸部洋子に顔が似ていると指摘され、その戸部自身も「自分にそっくり」と認めたという[13]。
- 趣味の中にプロ野球観戦があり、日本プロ野球では巨人ファン。特に1990年代末頃の巨人が好きだったという[14]。格闘技好きでもあり、特にパンクラスのファン[15]。また、オフィシャルブログで「CR梨花物語」と題したものを書いているほどパチンコ好きでもある[16]。
- パンサーの尾形と昔付き合っていたことを告白している。（実際には二股であった）元カノとして芸人報道に出演し、尾形と共演した[17]。

## 芸風
クルクルキューティクル時代
「よろしくだにゃん!」という萌えポーズ（この後に相方・早房に突っ込まれるパターン）と、相方の体形をネタにするのが主な定番だった。
十文字ゆりか時代
主に一人コントや漫談を演じていた。衣装はその時のシチュエーションに合わせたものにすることが多かった。
うざく感じる台詞や態度を集めた「うざガール」というテーマのネタがあった。振りネタをした後でうざいような態度に変わるというもので、ブリッジに「うっざうっざ、うざガール」という台詞を入れていた。なお、このネタはトリコロールのメンバーとなってからは演じていなかったが、『トリコロール梨花』の名前で出場したR-1ぐらんぷり（2009、2010）において再び披露していた。
お笑いのネタと催眠術は分けた形で披露していた。
トリコロール時代
トリコロール (お笑いトリオ)#芸風の節を参照。

## 担当番組
- きり〜つ!れいっ!姫イド隊（文化放送 超!A&G+）
- プレシャスリズム・HAPPY ROSEの「ぎゅい～ん!」（文化放送 超!A&G+）
- 秋葉原アンテナ・ファクトリーチャンネル（文化放送 超!A&G+）
- 東京女子流 小西彩乃のこにたん今夜もにっこにこにたん!（アール・エフ・ラジオ日本）

## 出演

### テレビ
- アッコにおまかせ! （TBS）
2008年7月6日放送の回から2010年12月いっぱいまでレギュラーアシスタントとして出演。これ以前にも、2008年5月18日と6月15日に代役のアシスタントとして出演した（5月18日は当日舞台出演していた中村真弓が、6月15日はXANADU loves NHCのメンバーがメルシートゥフェスタの試合のためにそれぞれ番組を休んだため）。なお、この番組でのエンドロールでは『十文字ゆりか』となっていた。
- オニ発注 （テレビ東京）
2008年9月17日、「口ゲンカが超強い女芸人三人衆」の一人として、チェリー☆パイと共演。
- フットサルガールズAngel League（BS日テレ）
- シェア5～失敗したくないアナタへ～（TBSテレビ）- 2011年8月13日
- 27時間テレビ（フジテレビ）- 2013年8月4日
- お願い!ランキング（テレビ朝日）- 2014年7月3日

### 舞台
- リンダリンダラバーソール（2009年12月2日 - 12月6日、全労済ホールスペース・ゼロ）
梨花（トリコロール）で出演（ジーナ、農民、審査員各役 他）。